# Heiligenstadt in Oberfranken

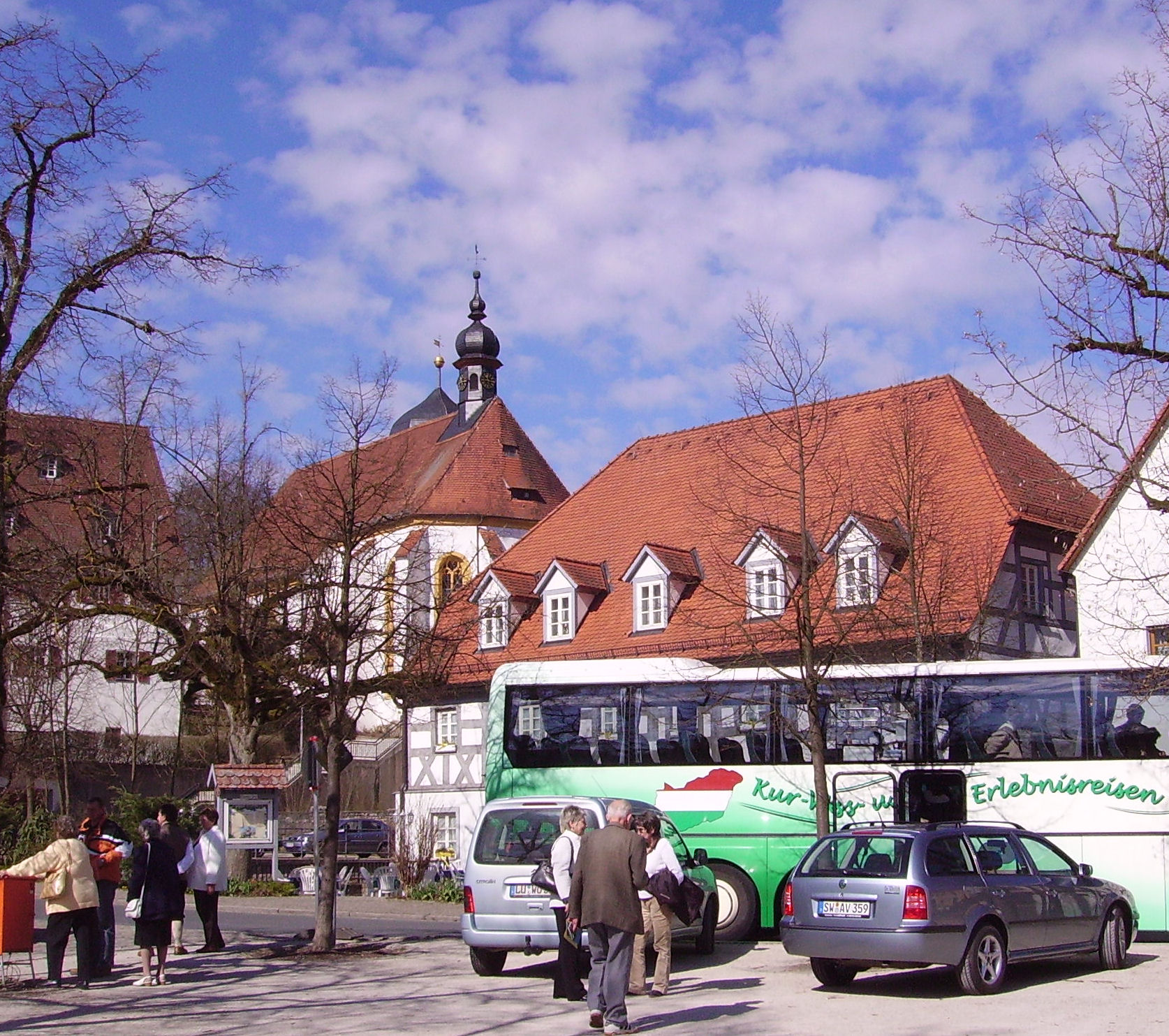
Pascua en Heiligenstadt

Heiligenstadt in Oberfranken (oficialmente, Heiligenstadt i.OFr.) es una comunidad con derechos comerciales alemana (Marktgemeinde) en el distrito de la Alta Franconia (Baviera), perteneciente a Bamberg. Está situada en el corazón de la Suiza Francona.
Para fomentar el turismo, la antigua escuela fue reconvertida en el actual ayuntamiento, y el mercado histórico fue remodelado y durante la Semana Santa se adorna con una fuente de Pascua. También se transformó un antiguo granero en un centro comunitario.
Esta comunidad, con sus casitas que gozan de antiquísima protección y su interesante iglesia histórica, es un afamado destino turístico.
Los visitantes acuden sobre todo durante la Pascua para admirar las famosas fuentes de Pascua suizas.
La iglesia evangélica St.-Veit- und St.-Michaels-Kirche se remonta a un antiguo granero de diezmo. La torre del campanario se yergue sobre los restos de un antiguo castillo. Las galerías de madera y los paneles de los techos están recubiertos de complejas pinturas barrocas, lo cual no suele darse en una iglesia evangélica.

## Geografía
Heiligenstadt se encuentra al sureste del distrito de Bamberg. Las 24 Gemeindeteile ocupan todo el Valle Leinleiter y la contigua Llanura del Jura. Veilbronn está a 329 m por encima del nivel del mar. La zona más elevada es la montaña de Altenberg a las espaldas de Zoggendorf a 583 m por encima del nivel del mar. Los pueblecitos que recorren los altos desde Volkmannsreuth hasta Teuchatz pertenecen a la Lange Meile ("larga milla"). El Jura septentrional se une al Seigelstein cerca de Lindach. Las poblaciones montañeras al este del Leinleiter forman parte de la cordillera Aufseßer Gebirge.
Heiligenstadt, situado en el parque natural de Fränkische Schweiz-Veldensteiner, es el punto más importante del Valle del Leinleiter.

### Comunidades
Heiligenstadt es un pequeño centro que cuenta con 24 comunidades (Gemeindeteile). Dentro de los límites municipales se encuentra una extensión de 77 km², lo que hacen de Heiligenstadt la tercera mayor comunidad del distrito; sin embargo, pertenece a una de las zonas más despobladas. En todo Heiligenstadt hay tan sólo 3.700 habitantes.
|  |  | Brunn tiene una extensión de 5,57 km² y se encuentra en una meseta entre Hohenpölz y Schloss Greifenstein. |  | 130 habitantes   |
|  |  | Burggrub se encuentra al borde del Altenberg y bajo el Eichenberg de 525 m en el Valle de Leinleiter, a 378 m por encima del nivel del mar.                                                                      |  | 167 habitantes   |
|  |  | La aldea de Geisdorf se halla a unos 500 m por encima del nivel del mar sobre un banco del Jura. |  | 27 habitantes    |
|  |  | Schloss Greifenstein se encuentra a 502 m por encima del nivel del mar y es el castillo familiar de los nobles de Stauffenberg.                                                                                  |  | 11 habitantes    |
|  |  | Heiligenstadt constituye el corazón de la comunidad y cuenta con la mayor población, un total de 1.333 habitantes.                                                                                               |  | 1,333 habitantes |
|  |  | Heroldsmühle se halla próximo al nacimiento del Leinleiter. |  | 9 habitantes     |
|  |  | Herzogenreuth se encuentra a 566 m por encima del nivel del mar, lo cual lo convierte en el pueblo más elevado del distrito de Bamberg.                                                                          |  | 139 habitantes   |
|  |  | Hohenpölz, con su campanario de 30 m de altura, se divisa desde casi cualquier punto de los altos del Jura Francón. Tiene una extensión de 7.57 km².                                                             |  | 141 habitantes   |
|  |  | Kalteneggolsfeld tiene una extensión de 4.18 km² y una altura de 520 m. Se encuentra en los límites de la Lange Meile ("Larga milla").                                                                           |  | 141 habitantes   |
|  |  | Leidingshof |  | 33 habitantes    |
|  |  | Lindach era la comunidad más pequeña antes de la reforma administrativa. |  | 69 habitantes    |
|  |  | No muy lejos de Neudorf comienza el Valle de Wein que conduce hasta Veilbronn. |  | 49 habitantes    |
|  |  | Neumühle se halla en el Volletsbach a 370 por encima del nivel del mar bajo el castillo de Schloss Greifenstein y aparece en la mayoría de los retratos del castillo.                                            |  | 24 habitantes    |
|  |  | Oberleinleiter se encuentra a 386 m por encima del nivel del mar. La atracción del lugar es el monte Kreuzsteinfelsen, de 520 m, desde el cual se contempla toda la región hasta los poblados de Jura Bamberger. |  | 177 habitantes   |
|  |  | Oberngrub tiene una extensión de 3.7 km². Forma parte de la Lange Meile ("Larga milla"). |  | 172 habitantes   |
|  |  | Reckendorf yace en un valle del Leinleiter orientado de norte a sur a dos kilómetros al norte de Heiligenstadt.                                                                                                  |  | 90 habitantes    |
|  |  | Siegritz tiene una extensión de 9.24 km². Se halla cerca del valle Wern en la meseta de Alb a unos 456 m por encima del nivel del mar en los límites del distrito de Bamberg al sureste.                         |  | 190 habitantes   |
|  |  | Stücht perteneció en otro tiempo a los Señores de Stauffenberg en el Schloss Greifenstein. |  | 76 habitantes    |
|  |  | Teuchatz se encuentra en una pequeña cuenca a 545 m por encima del nivel del mar al borde de los altos occidentales del Jura Francón.                                                                            |  | 213 habitantes   |
|  |  | Tiefenpölz posee la valiosa iglesia de la parroquia de S. Martin, que domina todo el pueblo. |  | 138 habitantes   |
|  |  | Traindorf se encuentra en el valle del Leinleiter a apenas un kilómetro al sur de Heiligenstadt. |  | 155 habitantes   |
|  |  | Veilbronn se encuentra en el valle del Leinleiter al sur de Heiligenstadt y es un conocido lugar de vacaciones.                                                                                                  |  | 72 habitantes    |
|  |  | Volkmannsreuth se encuentra en la meseta. |  | 54 habitantes    |
|  |  | Zoggendorf se halla en el valle del Leinleiter. El monte Altenberg, de 585 m, domina la zona. |  | 105 habitantes   |

Todos los datos de población son del 1 de enero de 2005.

## Historia
Algunos restos prehistóricos indican que la zona municipal de la comunidad de mercado ya estaba poblada hace miles de años, por lo menos ocasionalmente. Sin embargo, las pequeñas comunidades permanentes no aparecieron hasta aproximadamente el año 500 durante la época del período de las migraciones (o Völkerwanderung). Los datos documentales, sin embargo, son muy posteriores.
Las poblaciones de la comunidad surgieron hace unos mil años. El propio Heiligenstadt ya existía antes de que se fundara el obispado de Bamberg en el 1007.
En el valle del Leinleiter hubo sesiones señoriales de los caballeros de Streitberg. En 1525 hubo una revuelta de los payeses que causó grave daño a los castillos. En 1541 el emperador otorgó el privilegio de mercado a Heiligenstadt.
En 1580, la Reforma se implantó en Heiligenstadt y Unterleinleiter. En 1690 el príncipe-obispo de Bamberg, Marquard Sebastian Schenk von Stauffenberg, heredó los estados señoriales de Greifenstein y Burggrub junto al patronazgo de Heiligenstadt. Los condes von Stauffenberg aún viven en el castillo de Greifenstein y en el estado palaciego de Burggrub. Los pueblos al norte de la comunidad surgieron a partir de los antiguos Ämter de Bamberg. No se produjo ningún cambio en la religión prevalente.
A raíz del Reichsdeputationshauptschluss de 1803 la comunidad pasó a Baviera.
Durante la reforma administrativa de Baviera, las comunidades de Brunn, Burggrub, Hohenpölz, Oberleinleiter, Siegritz, Stücht, Traindorf y Zoggendorf se unieron a la comunidad de mercado de Heiligenstadt.

### Guerras

#### La tormenta husita (1430)
La primera gran guerra de la que se tiene constancia o noticia 
cierta fue la Guerra husita de 1430. Las crónicas de la parroquia de Heiligenstadt narran que en 1429 unas cohortes de Bohemia destruyeron partes de Heiligenstadt y todo Burggrub y Zoggendorf. Mediante el pago de una gran cantidad de dinero, el margrave Friedrich, al que habían pedido ayuda, logró hacer huir al líder husita Procopio. El dinero tuvo que ser repuesto con impuestos especiales que pagaron los súbditos.

#### Guerra de los Payeses(1525)
Durante la Guerra de los Payeses de 1525 agricultores de la zona de Bamberg saquearon e incendiaron el castillo de Burggrub. Una cohorte de Ebermannstadt saqueó el castillo de Veilbronn. Una vez que la Liga Sueva hubo aplacado la revuelta, cinco líderes de los payeses fueron descabezados en el mercado de Hollfeld.

#### La Segunda Guerra Margrave (1552–1554)
La Segunda Guerra Margrave estalló en 1552 de manos del margrave Albrecht Alcibiades de Brandenburg-Kulmbach. En abril de 1553 los caballeros del margrave arrasaron el poblado de Herzogenreuth. Al parecer Hohenpölz tuvo que pagar un dinero de protección para librarse de lo peor.

#### La guerra de los Treinta Años (1618–1648)
La guerra de los Treinta Años infligió el mayor daño de todas las guerras. El 10 de septiembre de 1632 el clérigo de Mistendorf informó del saqueo de los poblados de Teuchatz y Tiefenpölz. Sin embargo, los autores no fueron los suecos, sino tropas imperiales que luchaban de la parte católica. El Kastner ("oficial de cuentas") de Streitburg le escribió en 1633 al margrave de Kulmbach para contarle que "se les había robado a todos los súbditos su ganado y la cosecha y que muchos habían sido asesinados horriblemente. En algunos poblados se dice que han muerto miserablemente más de la mitad de los súbditos". Asolaron granjas de Volkmannsreuth, Brunn, Oberleinleiter, Burggrub y Stücht. Mientras tanto la situación se había hecho tan incierta que apenas si queda registro escrito de lo que sucedió. Además, nadie sabía ya a favor o en contra de quién se estaba luchando. El 12 de junio de 1634, caballeros de Weimar saquearon los poblados y robaron el ganado de los granjeros. Un testigo escribió: "Vimos arder poblados en un mismo día en tres lugares de las montañas cercanas a Hollfeld; las llamas llegaban al cielo".
Puede que Heiligenstadt se viera también afectado.

#### La guerra de los Siete Años 1756–1763
La guerra de los Siete Años entre Prusia y Austria fue por la supremacía en Europa Central. Los prusianos pasaron por Fürth hacia el norte y en el verano de 1757 se acuartelaron en Ebermannstadt, población que habían saqueado antes, para ascender más tarde por el Leinleiter. En el camino fueron saqueando todo lo que encontraban: dinero, ganado, alimentos. Tanto Traindorf como Veilbronn sufrieron el ataque de los soldados. Apenas un año después llegó la siguiente invasión de los prusianos y al siguiente año una tercera. En noviembre de 1762 tropas prusianas acamparon por la zona de Heiligenstadt durante tres semanas.

#### Las guerras napoleónicas (1796)
Durante las guerras napoleónicas un ejército comandado por el general Jourdan que se batía en retirada asoló la Suiza Francona. La Policía Militar francesa recorrió los poblados exigiendo dinero por proteger a los payeses, en ocasiones varias veces seguidas.

#### La guerra franco-prusiana (1870)
A raíz de la anexión de Alsacia-Lorena muchos de los conscriptos para el servicio militar se estacionaron en el acuartelamiento de Metz, algunos de los cuales permanecieron y se casaron con nativas. Entre ellos estuvo Jean Puff de Heroldsmühle.

#### La Primera Guerra Mundial
Aunque la Primera Guerra Mundial tuvo lugar lejos de Heiligenstadt, la pérdida humana fue casi tan alta como la que había sido durante la guerra de los Treinta Años.

#### La Segunda Guerra Mundial
Cuando la Segunda Guerra Mundial se acercaba a su fin, los habitantes se escondieron con su ganado, mientras que los ancianos se acercaron a las tropas de los Estados Unidos con una bandera blanca para rendirse. Los estadounidenses establecieron un gobierno militar y ordenaron, so pena de muerte, la rendición de todos los hombres armados. Crearon un polvorín junto a Teuchatz, donde destruyeron la munición de la Wehrmacht.

### Cronología
1541 Privilegios de mercado
1580 Reforma Protestante en Heiligenstadt y Unterleinleiter
1803 Heiligenstadt pasa a Baviera
1915 Conexión ferroviaria a través de Ebermannstadt con Forchheim
1968 Abandono del ferrocarril
1971 Reforma administrativa

### Topónimo

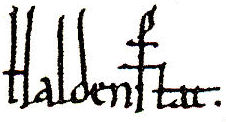
Primera forma documentada: “Haldenstat”.

El topónimo Heiligenstadt no tiene nada que ver con la palabra alemán heilig ("santo"). Se trata de otro ejemplo de cómo los nombres cambian con el paso del tiempo. Se menciona a la comunidad por primera vez en 1365 con el nombre de Haldenstat, cuyo significado es "la ciudad de la loma" (Halde aún es una palabra alemana para indicar una "loma").
En un informe de la época del descubrimiento de la Suiza Francona (como destino turístico) el Dr. Gottlieb Zimmermann describe en 1840 una ruta de senderismo a lo largo del Leinleiter, demostrando al mencionar el antiguo nombre de la comunidad que el nombre de Heiligenstadt no tiene nada que ver con Heiligen ("Santos"), sino más bien con la palabra Halde:
„Heiligenstadt, auch das lutherische Hallstadt genannt, ist ein hübscher Marktflecken im Thale, wo die Reisenden mehrere und ziemlich gute Wirthshäuser finden.“
Se llamaba a la comunidad Lutherisches Hallstadt para distinguirla del Hallstadt junto a Bamberg, que era y sigue siendo principalmente católica.

## Religión
En los límites de la comunidad hay pueblos de confesión católica y evangélica en la zona de la archidiócesis de Bamberg: en Leidingshof no hay ningún católico y en las poblaciones de la parroquia de Tiefenpölz casi nadie es evangélico. En el corazón de la comunidad viven sobre todo luteranos, mientras que en las ampliaciones más recientes la mayor parte son católicos. En general se puede decir que la ratio entre las dos fes está en proporción de 1:1.

### Iglesias

#### Iglesia católica
Heiligenstadt-Burggrub es una parroquia con derechos de representación de Schenken von Stauffenberg, Greifenstein y se denomina St. Paul Heiligenstadt-Burggrub.

#### Iglesia evangélica luterana
La parroquia evangélica luterana tiene su sede en la iglesia St.-Veit- und St.-Michaels-Kirche.

#### Otras iglesias
También hay en Heiligenstadt una Congregación Eclesial Evangélica Baptista. Tiene su sede en el centro familiar (sostenido por el Familienzentrum der Evangelisch-Freikirchlichen Gemeinden in Nordbayern e. V. )

### Judíos
Ya en el 1430 había judíos procedentes de las ciudades vecinas que comerciaban con los payeses de Heiligenstadt. Sin embargo, se cree que no había judíos en el propio Heiligenstadt en esa época.
Según algunos documentos en 1605 había al menos tres familias judías que residían en Heiligenstadt. En 1617 aumentaron a siete. Según un registro que llevaba un clérigo llamado Knab de Heiligenstadt había 1.758 personas en su parroquia en total, siendo 239 católicas y 58 judías.
En 1692 había vigente una orden de sacrificio shojet. En 1734 se permitió que los judíos llevasen sus libros públicamente con acompañamiento de músicos a las sinagogas.
No era infrecuente que la prosperidad de los judíos en los negocios originase envidias. En 1699 unos payeses de la región de Scheßlitz se enfrentaron a los judíos. Al principio los habitantes de Heiligenstadt se les opusieron, pero cuando supieron que sólo se iba a hacer daño a los judíos abandonaron su resistencia. Incluso algunos participaron en la consiguiente persecución. En 1716 los judíos solicitaron protección señorial cuando se enteraron de que una "joven muchacha cristiana" de Pretzfeld había sido asesinada, temiendo ser objeto de la venganza de los que sospechaban de ellos.
Los últimos indicios de vida judía están en el cementerio judío de Berg Kuhlich, que aparece en escritos desde 1608. El último funeral en este lugar se hizo hacia el 1900. Un testigo anónimo escribió en la década de 1950:
“Los funerales judíos tenían procedimientos extraños. El cadáver era llevado a la tumba en Kuhlich por Wischberg en un carro tirado por un caballo. La tumba se cavaba justo unos momentos antes. El cadáver era depositado vistiendo una camisa mortuoria que se había hecho mientras aún estaba en vida en un sencillo ataúd sin adornos y que el carpintero había fabricado sin usar clavos ni tuercas con cuatro tablones, como una caja. Junto al muerto se depositaba una bolsita llena de monedas. Las mujeres que no fueran parientes directas debían permanecer en casa. No se permitía llevar flores, ni la más pequeña. Tocados con el sombrero habitual, los hombres metían el ataúd en la sepultura de modo que el rostro del fallecido quedase mirando a oriente. Todo se hacía con premura. Cada uno de los asistentes arrojaba tres palas de tierra a la tumba. Mientras tanto, el rabí, que era el rabí de Aufseß cuando yo era joven, recitaba el Kadish del libro de las plegarias.”

## Política
El consejo comunal se constituye de 16 miembros, listados aquí según su partido o afiliación política junto al número de concejales que ostentan:
- CSU 7
- SPD-ÜW (Überparteiliche Wählergemeinschaft) 4
- WG (Wählergemeinschaft) 3
- ZJ (Zukunft Jura) 2

### Escudo de armas
El escudo de armas de la comunidad muestra al Arcángel Miguel con alas doradas, capa roja y hábito azul, un casco dorado con un penacho de plumas rojas en la cabeza que está sobre una nube plateada sosteniendo en la mano derecha una espada azul ardiendo y en la izquierda una ramita verde de olivo.
Cuando las comunidades vecinas de Brunn, Burggrub, Hohenpölz, Oberleinleiter, Siegritz, Stücht, Traindorf y Zoggendorf se agruparon junto a Heiligenstadt, la nueva comunidad engrandecida retuvo el antiguo escudo de armas de Heiligenstadt. Sin embargo, otros sellos más antiguos no se han conservado hasta nuestros días.
El arcángel Miguel es, junto con San Vito, el santo protector de la iglesia (ahora evangélica) St.-Veit- und St.-Michaels-Kirche de Heiligenstadt.

## Economía e infraestructuras

### Economía
La industrialización que surgió en las ciudades vecinas supuso la emigración de los pequeños artesanos y de los jóvenes. Incluso los refugiados procedentes de las antiguas tierras alemanas desplazados hacia el este del Oder y del Neiße tras la Segunda Guerra Mundial no cambiaron radicalmente esta pauta migratoria. Ninguno de ellos permaneció durante un tiempo duradero, hasta que en la década de 1970 el alcalde Daum llevó a cabo una política de disuasión para evitar que los trabajadores abandonaran Heiligenstadt. Así, se crearon puestos de trabajo y se crearon centros comerciales. El estado proporcionó la financiación necesaria y de esta manera se pudo retener el núcleo principal de población.

### Comunicaciones

#### Ferrocarril

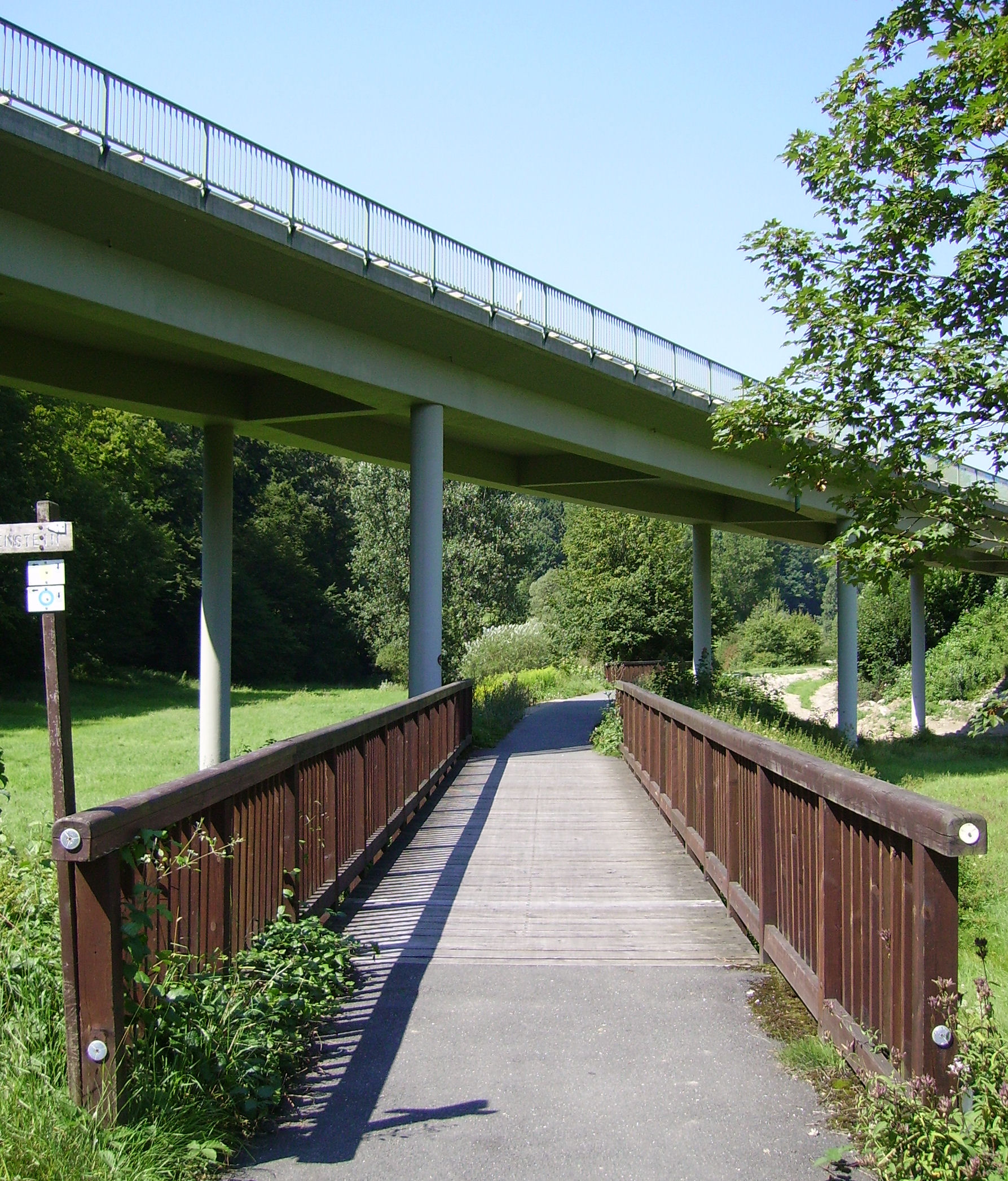
Puente sobre el Leinleitertal y antigua línea ferroviaria reconvertida ahora en un camino para bicicletas.

De 1915 a 1968 Heiligenstadt era la estación final de la línea Heiligenstadt-Ebermannstadt, que también tenía un ramal hasta Forchheim. A la hora de construirla hubo que superar las objeciones de algunos locales que no entendían su necesidad. Se arguyó que sería útil para transportar el basalto de las minas del Alto Leinleiter, el hierro de Königsfeld, la madera de los bosques de Stauffenberg y Aufseß, además del grano y el ganado, y serviría también para atraer el incipiente turismo a la Suiza Francona.
Aquellos que tenían tierras por donde pasaba la línea consideraban la construcción del ferrocarril una carga económica, ya que se necesitaba la adquisición de terrenos no sólo para la línea en sí, sino también para las instalaciones de servicios tales como los caminos de acceso. Incluso las comunidades más alejadas del ferrocarril estaban dispuestas a compartir su suerte con las que se encontraban más cerca con la esperanza de que algún día se extendería la línea hasta Hollfeld o Scheßlitz.
Por otra parte, los habitantes de Gasseldorf obstaculizaron la labor de los constructores del ferrocarril. No quisieron ceder terrenos para el proyecto y no hubo más remedio que recurrir a la expropiación.
En junio de 1913 se iniciaron los trabajos. Se quitaron 117 m³ de tierra, se construyeron 11 puentes y se asentó el banco del río Leinleiter en cinco zonas, labores que emplearon a más de 100 trabajadores y a muchos residentes locales.
En 1915 se concluyó el proyecto. El 4 de octubre de 1915 entró en funcionamiento la línea de ferrocarril Ebermannstadt-Heiligenstadt. El maestro del pueblo Hans Spörl escribió:
“Un habitante de Heiligenstadt, el maquinista Fritz Krasser, hijo del otrora alcalde Friedrich Krasser de Heiligenstadt, quien ya en su época reivindicó la construcción de un ferrocarril, solicitó conducir el primer tren hasta el pueblo. Y su deseo fue concedido.”
Y continúa escribiendo:
“El alcalde Richter saludó a los invitados que llegaron, les deseó una calurosa bienvenida y agradeció vivamente la colaboración de todos aquellos que habían ayudado en un proyecto tan importante para la comunidad de Heiligenstadt. Prosiguió explicando la construcción del ferrocarril desde sus inicios hasta su presente inauguración.
“Damos gracias a Dios de que haya permitido la construcción de la nueva línea de ferrocarril a Heiligenstad, siendo una bendición para esta comunidad. Mientras los niños llenos de alegría iban a Ebermannstadt y volvían en viajes gratuitos, los representantes municipales se reunían con los invitados y los simpatizantes en la Hösch Inn en un banquete durante el cual se siguió celebrando la importancia de este día festivo y se brindó con un entusiasta 'Glück Auf!' (expresión tradicional de los mineros para desear buena suerte) por Heiligenstadt y los pueblos vecinos. ¡Heiligenstadt está orgullosa de su ferrocarril!!”
Sin embargo, este orgullo duró poco, pues en junio de 1960 se suspendió el servicio de pasajeros de la línea y en 1968 también el de las mercancías.

#### Carreteras
Ya en 1912 existían señales de que se estaba planeando un servicio de correos motorizado desde Bamberg hasta Heiligenstadt. En 1930 el autobús postal circulaba "bajo demanda", lo cual se traducía en breves incursiones a la Suiza Francona. El servicio postal tenía que sufrir las malas condiciones de la carretera. La línea de correos motorizada a Hollfeld quedó abandonada nuevamente en el otoño de 1931 debido a que las comunidades aledañas de Zoggendorf y Stücht no utilizaban lo suficiente el servicio como para justificar su existencia. A partir de entonces volvió el servicio de diligencia con caballos.
No fue hasta la década de 1930 que se construyeron carreteras por las que pudieran rodar vehículos de motor gracias a la labor del  Reichsarbeitsdienst, sobre todo a través de sus planes de creación de empleo. Resultado de ello fue la construcción de las carreteras de Veilbronn a Siegritz y de Hohenpölz a Reckendorf.
El proyecto más ambicioso tras la guerra fue la construcción del puente sobre el valle de Veilbronn en la década de 1950.

#### Correos
La referencia más antigua del servicio de correos de Heiligenstadt data del año 1733, cuando el clérigo católico Josef Rösch de Bamberg afirmaba que su padre había sido durante muchos años el jefe de correos de Heiligenstadt. En 1853 se sustituyó el Briefniederlage ("expendedor de cartas") por un Brief- und Fahrpostexpedition ("servicio de correos"). Cuando cambiaba el agente de correos, también cambiaba la estación del servicio. En 1892 Heiligenstadt fue dotada de un punto de recogida de correo en la Cariolpostlinie a Aufseß y Hollfeld. Otra línea de correos similar iba a la estación de ferrocarril de Ebermannstadt. En 1898 se estableció una agencia de correos, cuyos agentes se quejaban de su duro trabajo, pues los vehículos postales siempre llegaban de madrugada o al ser del día, con lo cual tenían que estar de servicio en esos momentos.
El correo de paquetes y de cartas se realizaba a través de vehículos de motor. El servicio de entregas estuvo funcionando hasta la década de 1960 con carteros que iban a pie o en bicicleta.
El 1 de octubre de 1874, se creó en Heiligenstadt un puesto de telégrafos que estuvo en funcionamiento hasta 1926. En 1907 se inauguró una centralita de teléfonos. Los primeros abonados fueron la Hösch Inn y el Schloss Greifenstein, así como las comunidades de Burggrub y Hohenpölz.